# Germanisches Nationalmuseum
Germanisches Nationalmuseum er et museum i Nürnberg, Tyskland: Det blev grundlagt i 1852 og huser en stor samling af genstande, der relaterer sig til tysk kultur og kunst, der går fra oldtiden og frem til nutiden. Germanisches Nationalmuseum er Tysklands største museum for kulturhistorie.
Ud af sine omkring 1,3 millioner genstande (hvilket inkluderer samlingen på Deutsches Kunstarchiv), er omtrent 25.000 udstillet.
Museet ligger i den sydlige del af byens historiske centrum mellem Kornmarkt og Frauentormauer langs den middelalderlige bymur. Indgangen ligger på Kartäusergasse.